# レイナード・96I
レイナード・96I (Reynard 96I) は、レイナードが設計・製造したオープンホイールレーシングカーである。1996年と1997年のCARTシーズンで使用され、ジミー・バッサーのドライビングによって、ドライバーズタイトルおよびコンストラクターズタイトルを獲得した。